# ハンス・アーペル

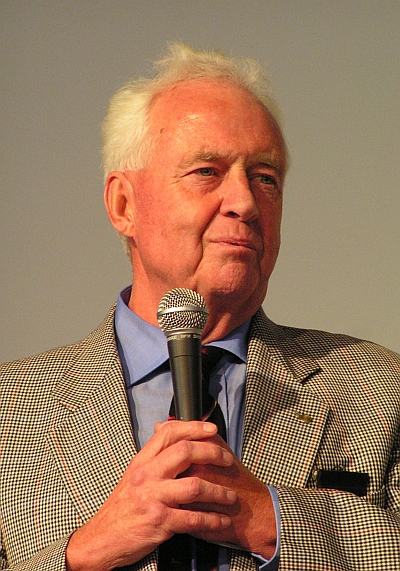
アーペル（2006年）

ハンス・エーベルハルト・アーペル（Hans Eberhard Apel, 1932年2月25日 - 2011年9月6日）は、西ドイツの政治家。所属政党はドイツ社会民主党（SPD）。ヴィリー・ブラント政権（1972年 - 1974年）では外務政務次官を務め、ヘルムート・シュミット政権下では財務相（1974年 - 1978年）、国防相（1978年 - 1982年）をそれぞれ務めた。

## 経歴
ハンブルクに生まれる。1951年にアビトゥーアに合格してハンブルクのギムナジウムを卒業後、ハンブルクで貿易取引の修業を修了。1954年からハンブルク大学で経済学を専攻し、1960年に政治学博士号を取得した。1956年に結婚し二児をもうける。1958年から1961年までストラスブールにある欧州議会で欧州社会党議員団の秘書を務める。1962年から欧州議会に勤務し、経済および財政部長及び交通政策部長を務めた。
1955年にドイツ社会民主党（SPD）に入党。1965年、ドイツ連邦議会に初当選し、以後1990年まで議席を維持した。同時に1965年から1970年まで欧州議会議員を兼任した。1969年から1972年まで党の連邦議会議員団副団長。1970年に党連邦代表委員会入り（1988年まで）。1969年から1972年まで連邦議会交通・郵政通信委員会委員長。

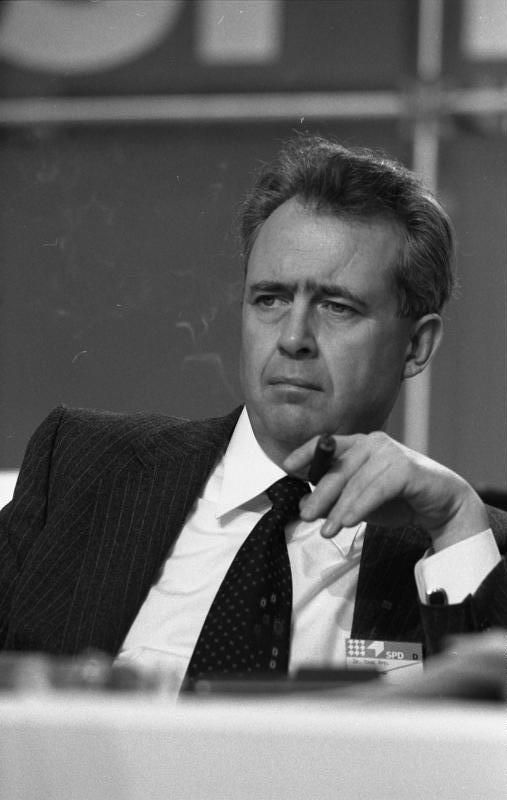
1978年党大会でのアーペル

1972年、外務政務次官（欧州問題担当）に就任。1974年、財務相としてヘルムート・シュミット内閣に初入閣。1978年2月の内閣改造に伴い国防相に転じる。シュミット内閣が倒閣された1982年10月に大臣職を離れた。1983年に当連邦議会議員団副団長に復帰。1984年から1986年まで党連邦執行部に属した。
1985年のベルリン市議会選挙の際、SPDの市長候補として立候補したが、現職のエーベルハルト・ディープゲン市長率いるドイツキリスト教民主同盟に敗れた。1990年に連邦議会から離れ、政界を引退した。
1993年にロストック大学経済学部で名誉教授。ルター派内の保守派であるアーペルは、ドイツ福音主義教会における常軌を逸した現代主義的信仰を批判した『国民無き国民教会』を2003年に出版。それによって「聖書と信仰告白における教会的集団バイエルン支部(KSBB)」によって設けられたワルター・キュネット賞を2004年に授与された。ワルター・キュネットは保守的なエアランゲン学派の代表的神学者であった。アーペル自身は1999年においてドイツ福音主義教会に属しているノルトエルビエン福音ルター派教会から離脱し、保守的信仰を守る独立福音ルター派教会に加入していた。2008年にはアーペルを右傾化したと批判した反ネオナチ団体の代表を名誉毀損で告発したが、審理入り直前に取り下げた。2009年には同性愛者の権利拡大に反対する声明に署名している。
2011年9月7日、死去。79歳没。